# Les Beaux Jeudis
Les Beaux Jeudis était une émission hebdomadaire radio-télévisée française pour la jeunesse de Jacques Pauliac, Gisèle Boyer et Robert Raynaud, présentée par Jacques Pauliac et diffusée chaque jeudi après-midi simultanément à la radio sur Paris Inter et à la télévision sur RDF Télévision française puis RTF Télévision du 4 octobre 1947 à 1950. Cette émission radiophonique s'est ensuite poursuivie uniquement sur Paris Inter jusqu'en 1965.

## Principe de l'émission
Les Beaux jeudis fait partie de ces émissions de radio également diffusées sur RDF Télévision française alors en manque de programme. Maurice Pauliac divertit son jeune public en recevant des clowns comme Achille Zavatta ou le célèbre tandem Jo et Zappouflax qui y a été institutionnalisé.
L'émission propose également un concours de chant pour les enfants. Lauréate à 4 ans du concours de chant de l'émission, Marie-France Plumer, dit "la petite Marie-France", devient une vedette et est engagée.
Marianne Oswald présente la rubrique Terre des Enfants,.
L'émission est diffusée en direct et en public depuis le studio Washington à Paris.